# Effectif des équipes à la Coupe des confédérations 2001
Pour un article plus général, voir Coupe des confédérations 2001.
Cette page contient la liste de toutes les équipes et leurs joueurs ayant participé à la Coupe des Confédérations 2001 en Corée du Sud et au Japon.

## Groupe A

### Australie
Sélectionneur : Frank Farina
| No. | Pos.      | Joueur             | Date de naissance et âge | Sélec. | Club                    |
| --- | --------- | ------------------ | ------------------------ | ------ | ----------------------- |
| 1   | Gardien   | Mark Schwarzer     | 6 octobre 1972           |        | Middlesbrough FC        |
| 2   | Défenseur | Kevin Muscat       | 7 août 1973              |        | Wolverhampton Wanderers |
| 3   | Défenseur | Craig Moore        | 12 décembre 1975         |        | Rangers FC              |
| 4   | Milieu    | Paul Okon          | 5 avril 1972             |        | Middlesbrough FC        |
| 5   | Défenseur | Tony Vidmar        | 4 juillet 1970           |        | Rangers FC              |
| 6   | Défenseur | Tony Popovic       | 4 juillet 1973           |        | Sanfrecce Hiroshima     |
| 7   | Milieu    | Stan Lazaridis     | 7 septembre 1972         |        | Birmingham City         |
| 8   | Milieu    | Josip Skoko        | 16 août 1975             |        | Racing Genk             |
| 9   | Attaquant | John Aloisi        | 5 février 1976           |        | Coventry City           |
| 10  | Milieu    | Brett Emerton      | 22 février 1979          |        | Feyenoord Rotterdam     |
| 11  | Attaquant | David Zdrilic      | 13 avril 1974            |        | SpVgg Unterhaching      |
| 12  | Gardien   | Clint Bolton       | 22 août 1975             |        | Sydney Olympic FC       |
| 13  | Milieu    | Marco Bresciano    | 11 février 1980          |        | Empoli Football Club    |
| 14  | Défenseur | Shaun Murphy       | 5 novembre 1970          |        | Sheffield United        |
| 15  | Défenseur | Hayden Foxe        | 23 juin 1977             |        | West Ham United         |
| 16  | Défenseur | Steve Horvat       | 3 avril 1971             |        | Melbourne Knights       |
| 17  | Milieu    | Steve Corica       | 24 mars 1973             |        | Sanfrecce Hiroshima     |
| 18  | Milieu    | Scott Chipperfield | 30 décembre 1975         |        | Wollongong Wolves       |
| 19  | Milieu    | Aurelio Vidmar     | 3 février 1967           |        | Adélaïde Force          |
| 20  | Attaquant | Clayton Zane       | 12 juillet 1977          |        | Lillestrøm SK           |
| 21  | Attaquant | Archie Thompson    | 23 octobre 1978          |        | Marconi                 |
| 22  | Attaquant | Mile Sterjovski    | 21 mai 1979              |        | Lille OSC               |
| 23  | Gardien   | Frank Juric        | 28 octobre 1973          |        | Bayer Leverkusen        |

### France
Sélectionneur :  Roger Lemerre
| N° | Pos | Nom                | Date de naissance          | Sélections | Club                   |
| -- | --- | ------------------ | -------------------------- | ---------- | ---------------------- |
| 1  | GB  | Ulrich Ramé        | 19 septembre 1972 (28 ans) | 5          | Girondins de Bordeaux  |
| 2  | DF  | Willy Sagnol       | 18 mars 1977 (24 ans)      | 3          | Bayern Munich          |
| 3  | DF  | Bixente Lizarazu   | 9 décembre 1969 (31 ans)   | 65         | Bayern Munich          |
| 4  | ML  | Patrick Vieira     | 23 juin 1976 (24 ans)      | 39         | Arsenal                |
| 5  | DF  | Nicolas Gillet     | 8 novembre 1976 (24 ans)   | 0          | Nantes                 |
| 6  | ML  | Youri Djorkaeff    | 9 mars 1968 (33 ans)       | 70         | Kaiserslautern         |
| 7  | ML  | Robert Pirès       | 29 octobre 1973 (27 ans)   | 44         | Arsenal                |
| 8  | DF  | Marcel Desailly    | 7 septembre 1968 (32 ans)  | 81         | Chelsea                |
| 9  | AT  | Nicolas Anelka     | 14 mars 1979 (22 ans)      | 21         | Paris Saint-Germain    |
| 10 | ML  | Éric Carrière      | 24 mai 1973 (28 ans)       | 0          | Nantes                 |
| 11 | AT  | Sylvain Wiltord    | 10 mai 1974 (27 ans)       | 26         | Arsenal                |
| 12 | GB  | Grégory Coupet     | 31 décembre 1972 (28 ans)  | 0          | Olympique lyonnais     |
| 13 | DF  | Mikaël Silvestre   | 9 août 1977 (23 ans)       | 4          | Manchester United      |
| 14 | AT  | Frédéric Née       | 18 avril 1975 (26 ans)     | 0          | Bastia                 |
| 15 | DF  | Jérémie Bréchet    | 14 août 1979 (21 ans)      | 0          | Olympique lyonnais     |
| 16 | ML  | Olivier Dacourt    | 25 septembre 1974 (26 ans) | 0          | Leeds United           |
| 17 | AT  | Steve Marlet       | 10 janvier 1974 (27 ans)   | 1          | Olympique lyonnais     |
| 18 | DF  | Frank Lebœuf       | 22 janvier 1968 (33 ans)   | 37         | Chelsea                |
| 19 | ML  | Christian Karembeu | 3 décembre 1970 (30 ans)   | 48         | Middlesbrough          |
| 20 | DF  | Zoumana Camara     | 3 avril 1979 (22 ans)      | 0          | Olympique de Marseille |
| 21 | AT  | Christophe Dugarry | 24 mars 1972 (29 ans)      | 47         | Girondins de Bordeaux  |
| 22 | ML  | Laurent Robert     | 21 mai 1975 (26 ans)       | 5          | Paris Saint-Germain    |
| 23 | GB  | Mickaël Landreau   | 14 mai 1979 (22 ans)       | 0          | Nantes                 |

### Corée du Sud
Sélectionneur : Guus Hiddink
| No. | Pos.      | Joueur         | Date de naissance et âge | Sélec. | Club                    |
| --- | --------- | -------------- | ------------------------ | ------ | ----------------------- |
| 1   | Gardien   | Lee Woon-Jae   | 26 avril 1973            |        | Gwangju Sangmu Phoenix  |
| 2   | Défenseur | Kang Chul      | 2 novembre 1971          |        | LASK Linz               |
| 3   | Défenseur | Choi Sung-yong | 25 décembre 1975         |        | LASK Linz               |
| 4   | Défenseur | Song Chong-Gug | 20 février 1979          |        | Busan I'cons            |
| 5   | Défenseur | Park Yong-ho   | 25 mars 1981             |        | Anyang LG Cheetahs      |
| 6   | Milieu    | Yoo Sang-Chul  | 18 octobre 1971          |        | Kashiwa Reysol          |
| 7   | Défenseur | Kim Tae-Young  | 8 novembre 1970          |        | Chunnam Dragons         |
| 8   | Milieu    | Yoon Jong-Hwan | 16 février 1973          |        | Cerezo Osaka            |
| 9   | Attaquant | Kim Do-Hoon    | 21 juillet 1970          |        | Chonbuk Hyundai Motors  |
| 10  | Attaquant | Choi Yong-Soo  | 10 septembre 1973        |        | JEF United Ichihara     |
| 11  | Attaquant | Seol Ki-Hyeon  | 8 janvier 1979           |        | Royal Antwerp FC        |
| 12  | Gardien   | Kim Yong-dae   | 11 octobre 1979          |        | Yonsei University       |
| 13  | Défenseur | Seo Deok-Kyu   | 22 octobre 1978          |        | Ulsan Hyundai           |
| 14  | Milieu    | Seo Jung-Won   | 14 août 1975             |        | Suwon Samsung Bluewings |
| 15  | Défenseur | Lee Min-Sung   | 23 juin 1973             |        | Gwangju Sangmu Phoenix  |
| 16  | Attaquant | An Hyo-Yeon    | 16 avril 1978            |        | Kyoto Purple Sanga      |
| 17  | Milieu    | Ha Seok-ju     | 20 février 1968          |        | Pohang Steelers         |
| 18  | Attaquant | Hwang Sun-Hong | 14 juillet 1968          |        | Kashiwa Reysol          |
| 19  | Milieu    | Lee Young-Pyo  | 23 avril 1977            |        | Anyang LG Cheetahs      |
| 20  | Défenseur | Hong Myung-Bo  | 12 février 1969          |        | Kashiwa Reysol          |
| 21  | Milieu    | Park Ji-Sung   | 25 février 1981          |        | Kyoto Purple Sanga      |
| 22  | Milieu    | Ko Jong-soo    | 30 octobre 1978          |        | Suwon Samsung Bluewings |
| 23  | Gardien   | Choi Eun-Sung  | 5 avril 1971             |        | Daejeon Citizen         |

### Mexique
Sélectionneur : Enrique Meza
| No. | Pos.      | Joueur               | Date de naissance et âge | Sélec. | Club                  |
| --- | --------- | -------------------- | ------------------------ | ------ | --------------------- |
| 1   | Gardien   | Oswaldo Sanchez      | 21 septembre 1973        |        | Chivas de Guadalajara |
| 2   | Défenseur | Claudio Suarez       | 17 septembre 1968        |        | Tigres UANL           |
| 3   | Défenseur | Joaquin Beltran      |                          |        | Pumas UNAM            |
| 4   | Défenseur | David Oteo           |                          |        | Tigres UANL           |
| 5   | Défenseur | Duilio Davino        | 21 mars 1976             |        | Club América          |
| 6   | Milieu    | Marco Antonio Ruiz   |                          |        | Chivas de Guadalajara |
| 7   | Milieu    | David Rangel         |                          |        | Club Toluca           |
| 8   | Milieu    | Juan Pablo Rodriguez |                          |        | CF Atlas              |
| 9   | Attaquant | José Manuel Abundis  |                          |        | CF Atlante            |
| 10  | Attaquant | Jared Borgetti       | 14 août 1973             |        | Santos Laguna         |
| 11  | Attaquant | Daniel Osorno        | 16 mars 1979             |        | CF Atlas              |
| 12  | Gardien   | Erubey Cabuto        |                          |        | CF Atlas              |
| 13  | Défenseur | Pável Pardo          | 26 juillet 1976          |        | Club América          |
| 14  | Milieu    | German Villa         |                          |        | Club América          |
| 15  | Attaquant | Antonio de Nigris    |                          |        | CF Monterrey          |
| 16  | Milieu    | Alberto Coyote       |                          |        | Chivas de Guadalajara |
| 17  | Défenseur | Octavio Valdez       |                          |        | CF Pachuca            |
| 18  | Milieu    | Cesareo Victorino    | 19 mars 1979             |        | CF Pachuca            |
| 19  | Milieu    | Joaquin Reyes        |                          |        | Santos Laguna         |
| 20  | Milieu    | Victor Ruiz          |                          |        | Club Toluca           |
| 21  | Milieu    | Jesus Arellano       | 8 mai 1973               |        | CF Monterrey          |
| 22  | Défenseur | Hugo Chavez          |                          |        | CA Monarcas Morelia   |
| 23  | Gardien   | Oscar Dautt          |                          |        | Puebla FC             |

## Groupe B

### Brésil
Sélectionneur : Émerson Leão
| No. | Pos.      | Joueur           | Date de naissance et âge | Sélec. | Club                     |
| --- | --------- | ---------------- | ------------------------ | ------ | ------------------------ |
| 1   | Gardien   | Dida             | 7 octobre 1973           |        | AC Milan                 |
| 2   | Défenseur | Zé Maria         | 25 juillet 1973          |        | Pérouse Calcio           |
| 3   | Défenseur | Lúcio            | 8 mai 1978               |        | Bayer 04 Leverkusen      |
| 4   | Défenseur | Edmílson         | 10 juillet 1976          |        | Olympique lyonnais       |
| 5   | Milieu    | Léomar           | 26 juin 1971             |        | Sport Club do Recife     |
| 6   | Défenseur | Gustavo Nery     | 22 juillet 1977          |        | São Paulo FC             |
| 7   | Attaquant | Leandro          | 6 août 1977              |        | ACF Fiorentina           |
| 8   | Milieu    | Vampeta          | 13 mars 1974             |        | PSG                      |
| 9   | Attaquant | Sonny Anderson   | 19 septembre 1970        |        | Olympique lyonnais       |
| 10  | Milieu    | Robert           | 3 avril 1971             |        | Santos Futebol Clube     |
| 11  | Attaquant | Carlos Miguel    | 2 juin 1972              |        | São Paulo FC             |
| 12  | Gardien   | Carlos Germano   | 14 août 1970             |        | Portuguesa               |
| 13  | Défenseur | Evanilson        | 12 septembre 1975        |        | Borussia Dortmund        |
| 14  | Défenseur | César Michelon   | 16 novembre 1975         |        | Stade rennais            |
| 15  | Défenseur | Claudio Caçapa   | 29 mai 1976              |        | Olympique lyonnais       |
| 16  | Défenseur | Leo              | 6 juillet 1975           |        | Santos Futebol Clube     |
| 17  | Attaquant | Vagner           | 19 mars 1973             |        | Celta Vigo               |
| 18  | Milieu    | Fábio Rochemback | 10 décembre 1981         |        | Sport Club Internacional |
| 19  | Milieu    | Júlio Baptista   | 1er octobre 1981         |        | São Paulo FC             |
| 20  | Milieu    | Ramon            | 30 juin 1972             |        | Fluminense               |
| 21  | Attaquant | Washington       | 1er avril 1975           |        | Ponte Preta              |
| 22  | Attaquant | Magno Alves      | 13 janvier 1976          |        | Fluminense               |
| 23  | Gardien   | Fábio Costa      | 27 novembre 1977         |        | Santos FC                |

### Cameroun
Sélectionneur : Winfried Schäfer
| No. | Pos.      | Joueur                   | Date de naissance et âge | Sélec. | Club                       |
| --- | --------- | ------------------------ | ------------------------ | ------ | -------------------------- |
| 1   | Gardien   | Alioum Boukar            | 3 janvier 1972           |        | Samsunspor                 |
| 2   | Défenseur | Bill Tchato              | 14 mai 1975              |        | Montpellier HSC            |
| 3   | Défenseur | Pierre Wome              | 26 mars 1979             |        | Bologne FC 1909            |
| 4   | Défenseur | Rigobert Song            | 1er juillet 1976         |        | West Ham United FC         |
| 5   | Défenseur | Raymond Kalla            | 24 avril 1975            |        | Club de Fútbol Extremadura |
| 6   | Défenseur | Pierre Njanka            | 15 mars 1975             |        | RC Strasbourg              |
| 7   | Attaquant | Bernard Tchoutang        | 2 septembre 1976         |        | Roda JC                    |
| 8   | Milieu    | Geremi Njitap            | 20 décembre 1978         |        | Real Madrid (football)     |
| 9   | Attaquant | Samuel Eto'o             | 10 mars 1981             |        | Real Majorque              |
| 10  | Attaquant | Patrick M'Boma           | 15 novembre 1970         |        | Parme FC                   |
| 11  | Défenseur | Lauren Etame Mayer       | 19 janvier 1977          |        | Arsenal FC                 |
| 12  | Gardien   | Jacques Songo'o          | 17 mars 1964             |        | Deportivo La Corogne       |
| 13  | Défenseur | Daniel N'Tieche Monchare | 24 janvier 1982          |        | Sable FC                   |
| 14  | Milieu    | Joël Epalle              | 20 février 1978          |        | Ethnikos Le Pirée          |
| 15  | Milieu    | Nicolas Alnoudji         | 9 décembre 1979          |        | Rizespor                   |
| 16  | Défenseur | Olivier Tchatchoua       | 4 avril 1982             |        | Sable FC                   |
| 17  | Milieu    | Marc-Vivien Foé          | 1er mai 1975             |        | Olympique lyonnais         |
| 18  | Attaquant | Pius N'Diefi             | 5 juillet 1975           |        | CS Sedan-Ardennes          |
| 19  | Défenseur | Michel Pensée            | 16 juin 1973             |        | Deportivo Aves             |
| 20  | Milieu    | Salomon Olembe           | 8 décembre 1980          |        | FC Nantes Atlantique       |
| 21  | Attaquant | Joseph-Désiré Job        | 1er décembre 1977        |        | Middlesbrough FC           |
| 22  | Milieu    | Daniel Ngom Kome         | 19 mai 1980              |        | Levante UD                 |
| 23  | Gardien   | Idriss Carlos Kameni     | 18 février 1984          |        | Le Havre AC                |

### Canada
Sélectionneur : Holger Osieck
| No. | Pos.      | Joueur            | Date de naissance et âge | Sélec. | Club                            |
| --- | --------- | ----------------- | ------------------------ | ------ | ------------------------------- |
| 1   | Gardien   | Craig Forrest     | 20 septembre 1967        |        | West Ham United FC              |
| 2   | Milieu    | Jeff Clarke       | 18 octobre 1977          |        | Portland Timbers                |
| 3   | Défenseur | Mark Watson       | 8 septembre 1970         |        | DC United                       |
| 4   | Défenseur | Tony Menezes      | 24 novembre 1974         |        | Botafogo                        |
| 5   | Défenseur | Jason de Vos      | 2 janvier 1974           |        | Dundee United FC                |
| 6   | Milieu    | Jason Bent        | 8 mars 1977              |        | FC Copenhague                   |
| 7   | Milieu    | Paul Stalteri     | 18 octobre 1977          |        | Werder Brême                    |
| 8   | Milieu    | Nick Dasovic      | 5 décembre 1968          |        | Saint Johnstone                 |
| 9   | Attaquant | Carlo Corazzin    | 25 décembre 1971         |        | Oldham Athletic                 |
| 10  | Milieu    | Davide Xausa      | 10 mars 1976             |        | Livingston FC                   |
| 11  | Milieu    | Jim Brennan       | 8 mai 1977               |        | Nottingham Forest               |
| 12  | Gardien   | Pat Onstad        | 13 janvier 1968          |        | Rochester Raging Rhinos         |
| 13  | Défenseur | Carl Fletcher     | 26 décembre 1971         |        | Impact de Montreal              |
| 14  | Milieu    | Daniel Imhof      | 22 novembre 1977         |        | FC Saint-Gall                   |
| 15  | Milieu    | Richard Hastings  | 18 mai 1977              |        | Inverness Caledonian Thistle FC |
| 16  | Attaquant | Garret Kusch      | 26 septembre 1973        |        | Hønefoss BK                     |
| 17  | Attaquant | Dwayne De Rosario | 15 mai 1978              |        | San Jose Earthquakes            |
| 18  | Milieu    | Tamandani Nsaliwa | 28 janvier 1982          |        | 1.FC Nuremberg                  |
| 19  | Attaquant | Paul Peschisolido | 25 mai 1971              |        | Fulham FC                       |
| 20  | Défenseur | Kevin McKenna     | 21 janvier 1980          |        | Hearts                          |
| 21  | Milieu    | Marc Bircham      | 11 mai 1978              |        | Millwall FC                     |
| 23  | Gardien   | Michael Franks    | 20 avril 1977            |        | Hibernian FC                    |

### Japon
Sélectionneur : Philippe Troussier
| No. | Pos.      | Joueur               | Date de naissance et âge | Sélec. | Club                 |
| --- | --------- | -------------------- | ------------------------ | ------ | -------------------- |
| 1   | Gardien   | Yoshikatsu Kawaguchi | 15 août 1975             | 43     | Yokohama F. Marinos  |
| 2   | Défenseur | Kenichi Uemura       | 22 avril 1974            | 1      | Sanfrecce Hiroshima  |
| 3   | Défenseur | Naoki Matsuda        | 14 mars 1977             | 16     | Yokohama F. Marinos  |
| 4   | Défenseur | Ryuzo Morioka        | 7 octobre 1975           | 23     | Shimizu S-Pulse      |
| 5   | Milieu    | Junichi Inamoto      | 18 septembre 1979        |        | Gamba Osaka          |
| 6   | Défenseur | Toshihiro Hattori    | 23 septembre 1973        | 26     | Júbilo Iwata         |
| 7   | Milieu    | Hidetoshi Nakata     | 22 janvier 1977          | 35     | AS Roma              |
| 8   | Milieu    | Hiroaki Morishima    | 30 avril 1972            | 48     | Cerezo Osaka         |
| 9   | Attaquant | Akinori Nishizawa    | 18 juin 1976             | 18     | RCD Espanyol         |
| 10  | Milieu    | Atsuhiro Miura       | 24 juillet 1974          | 14     | Tokyo Verdy 1969     |
| 11  | Attaquant | Masashi Nakayama     | 23 septembre 1967        | 39     | Júbilo Iwata         |
| 12  | Gardien   | Seigo Narazaki       | 11 avril 1976            | 15     | Nagoya Grampus Eight |
| 13  | Attaquant | Yoshiteru Yamashita  | 21 novembre 1977         | 0      | Avispa Fukuoka       |
| 14  | Milieu    | Teruyoshi Ito        | 31 août 1974             | 18     | Shimizu S-Pulse      |
| 15  | Milieu    | Toshiya Fujita       | 4 octobre 1971           | 11     | Júbilo Iwata         |
| 16  | Défenseur | Kōji Nakata          | 9 juillet 1979           | 9      | Kashima Antlers      |
| 17  | Milieu    | Tomokazu Myojin      | 24 janvier 1978          | 11     | Kashiwa Reysol       |
| 18  | Milieu    | Kazuyuki Toda        | 30 décembre 1977         | 0      | Shimizu S-Pulse      |
| 19  | Attaquant | Tatsuhiko Kubo       | 18 juin 1976             | 7      | Sanfrecce Hiroshima  |
| 20  | Défenseur | Yasuhiro Hato        | 4 mai 1976               | 1      | Yokohama F. Marinos  |
| 21  | Milieu    | Shinji Ono           | 27 septembre 1979        | 15     | Urawa Red Diamonds   |
| 22  | Attaquant | Takayuki Suzuki      | 5 juin 1976              | 1      | Kashima Antlers      |
| 23  | Gardien   | Ryota Tsuzuki        | 18 avril 1978            | 0      | Gamba Osaka          |